# Kirill Veselov (cầu thủ bóng đá)
Kirill Alekseyevich Veselov (tiếng Nga: Кирилл Алексеевич Веселов; sinh ngày 20 tháng 1 năm 1995) là một cầu thủ bóng đá người Nga thi đấu cho FC Kolomna.

## Sự nghiệp câu lạc bộ
Anh có màn ra mắt tại Giải bóng đá chuyên nghiệp quốc gia Nga cho FC Kolomna vào ngày 26 tháng 4 năm 2017 trong trận đấu với FC Znamya Truda Orekhovo-Zuyevo. Anh vào sân từ ghế dự bị và ghi bàn thắng duy nhất của trận đấu vào phút bù giờ.